# The Wrecking Crew
The Wrecking Crew (conocida en español como La mansión de los siete placeres en España y Las demoledoras en Hispanoamérica) es una comedia de 1968 dirigida por Phil Karlson y protagonizada por Dean Martin, con la colaboración, entre otros, de Nigel Green, Sharon Tate, Elke Sommer, Nancy Kwan y Tina Louise. Es la cuarta y última entrega de la serie del agente secreto Matt Helm, vagamente basada en la novela homónima de 1960 escrita por Donald Hamilton.
Estrenada en Canadá en diciembre de 1968, antes de su estreno en Estados Unidos (febrero de 1969), esta película fue el último filme de Sharon Tate proyectado antes de su muerte, la cual tuvo lugar la madrugada del 9 de agosto de 1969 a manos de seguidores de la secta fundada por Charles Manson.

## Sinopsis
El detective Matt Helm (Dean Martin) es asignado por su agencia secreta para atrapar al conde Contini (Nigel Green), quien pretende colapsar la economía mundial mediante el asalto a un tren que transportaba un billón de dólares en lingotes de oro. Tras llegar a Dinamarca, donde tuvo lugar el robo, Helm conoce a Freya Carlson (Sharon Tate), una sensual pero torpe guía turística que le ayudará en su misión.

## Reparto
- Dean Martin - Matt Helm
- Nigel Green - Conde Contini
- Sharon Tate - Freya Carlson
- Elke Sommer - Linka Karensky
- Nancy Kwan - Wen Yurang
- Tina Louise - Lola Medina
- John Larch - «Mac» MacDonald
- John Brascia - Karl
- Weaver Levy - Kim

El filme cuenta con numerosos luchadores profesionales, boxeadores y expertos en kárate en pequeños papeles o sin acreditar, incluyendo Wilhelm von Homburg, Pepper Martin, Joe Gray, Joe Lewis, Ed Parker, el campeón de kárate Mike Stone (quien actuó como doble de Martin en las escenas de lucha) y Chuck Norris, quien realizó su debut cinematográfico en esta película. Del mismo modo, Bruce Lee, pese a no actuar en el largometraje, está acreditado como coreógrafo en las escenas de lucha.

## Producción

### Variaciones en el equipo técnico y el reparto
Esta película fue la primera en no ser escrita por el guionista habitual de la serie Herbert Baker, quien se encontraba trabajando en la película de espías Hammerhead (1968), producida por Irving Allen. El largometraje fue escrito en su lugar por el autor de novelas policíacas William P. McGivern.
El jefe de ICE, la agencia secreta para la que trabaja Helm, es interpretado por John Larch en sustitución de James Gregory, quien había interpretado al personaje en las tres entregas anteriores. En una entrevista para la revista Filmfax, Gregory declaró que su tarifa se había visto reducida en la película debido a que, al parecer, el filme estaba reduciendo sus costes, negándose el actor a aceptar una tarifa menor. De igual modo, The Wrecking Crew es la única de las cuatro películas de la serie en que no figura la secretaria de Helm, Lovey Kravesit, interpretada por Beverly Adams, quien participó en Hammerhead.

### Localizaciones
El rodaje tuvo lugar en California, incluyendo Palm Springs, Idyllwild-Pine Cove y el Golden Oak Ranch, propiedad de Walt Disney Studios. Asimismo, para el castillo del conde Contini se emplearon los exteriores del 141 S. Carolwood Drive, en Holmby Hills, propiedad en aquel entonces del actor Tony Curtis.

### Banda sonora
Hugo Montenegro compuso la banda sonora mientras que Mack David y Frank DeVol escribieron la canción de los créditos de apertura, House of Seven Joys (nombre alternativo de la película con el que se denominó el proyecto hasta el cambio de título), la cual también figura en los créditos finales.

## Consecuencias de la muerte de Sharon Tate
Las escenas de lucha contaron con la supervisión del maestro en artes marciales Bruce Lee, quien entrenó personalmente a la actriz Sharon Tate, llegando ambos a convertirse en buenos amigos. Lee asistiría el 13 de agosto de 1969 al funeral de la actriz y durante años corrió el falso rumor de que el luchador había sido invitado a la casa de Tate la noche en que se cometieron parte de los asesinatos de la familia Manson. Sumado a esto, Martin, también amigo de Tate, quedó tan afectado por su muerte que decidió abandonar el personaje de Matt Helm y, por consiguiente, la próxima entrega de la serie, anunciada en los créditos finales de la cinta con el título The Ravagers (basada en la novela homónima de 1964 escrita por Hamilton), desmintiendo este hecho los rumores acerca de que la serie había concluido a causa de malas críticas y poco éxito en taquilla. La negativa de Martin a volver a interpretar a Matt Helm provocó que Columbia Pictures retuviese la participación del actor en las ganancias de la segunda película de la serie, Murderers' Row (1966).

## Legado
Varios años después del estreno de la película se realizó una serie de televisión con el actor Tony Franciosa en el papel de Matt Helm como detective privado, siendo la misma retirada al poco tiempo debido a bajos índices de audiencia.
Algunas de las escenas de The Wrecking Crew en las que aparece Tate fueron brevemente mostradas en la película de Quentin Tarantino Once Upon a Time in Hollywood (2019).